# Columnea grandifolia
Columnea grandifolia är en tvåhjärtbladig växtart som beskrevs av Henry Hurd Rusby. Columnea grandifolia ingår i släktet Columnea och familjen Gesneriaceae. Inga underarter finns listade i Catalogue of Life.